# 十字花目
十字花目（中文名譯自舊稱）是被子植物真双子叶植物的一目，包含许多常见蔬果，如番木瓜、卷心菜等等。

## 形态
本目植物主要为草本或木本。单叶或掌状复叶，稀具托叶。花辐射对称至两侧对称，雄蕊多数至定数；心皮合生，侧膜胎座，子房常有柄，由2心皮组成。种子胚乳少或缺；胚弯曲或摺状。

## 分类
1981年的克朗奎斯特分类法将其列为白花菜目（Capparales），属于五桠果亚纲，含有5科，427属，约4000种。生活环境多样，但栽培的种类在菜园的肥沃土壤中生长繁盛。本科有相当大的经济价值。
1998年根据基因亲缘关系分类的APG分类法列为十字花目（Brassicales，字面意为“芸薹目”），属于II类真蔷薇分支，2003年经过修订的APG II分类法维持原分类。2009年APG III，II类真蔷薇定名为锦葵类植物。

### 内部分类
2016年发表的APG IV分类法中，本目下包含17科：
- 白花菜科 Cleomaceae
- 山柑科 Capparaceae
- 十字花科 Brassicaceae
- 辣木科 Moringaceae
- 木樨草科 Resedaceae (包含原节蒴木科 Borthwickiaceae 和斑果藤科 Stixaceae)
- 芹味草科 Tovariaceae
- 环蕊木科 Gyrostemonaceae
- 忘忧果科 Pentadiplandraceae
- 刺茉莉科 Salvadoraceae
- 刺枝木科 Koeberliniaceae
- 沼沫花科 Limnanthaceae
- 番木瓜科 Caricaceae
- 叠珠树科 Akaniaceae (包含原伯樂樹科 Bretschneideraceae)
- 旱金莲科 Tropaeolaceae
- 青莲木科 Setchellanthaceae
- 肉穗果科 Bataceae
- 澳远志科 Emblingiaceae